# Sammetsgräsmossa
Sammetsgräsmossa (Brachythecium velutinum) är en bladmossart som beskrevs av W. P. Schimper in B.S.G. 1853. I den svenska databasen Dyntaxa används istället namnet Brachytheciastrum velutinum. Enligt Catalogue of Life ingår Sammetsgräsmossa i släktet gräsmossor och familjen Brachytheciaceae, men enligt Dyntaxa är tillhörigheten istället släktet Brachytheciastrum och familjen Brachytheciaceae. Arten är reproducerande i Sverige. Inga underarter finns listade i Catalogue of Life.

## Bildgalleri

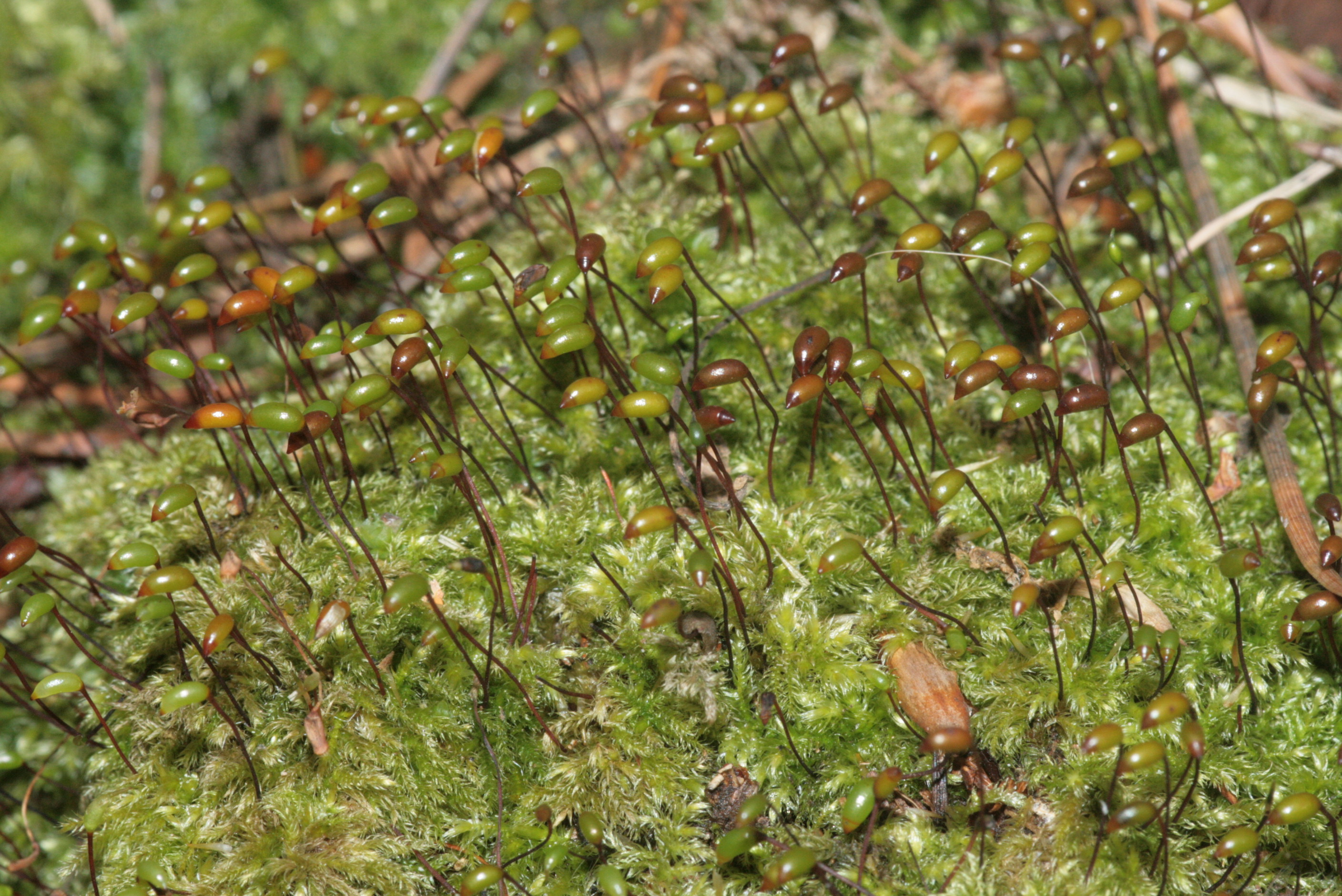
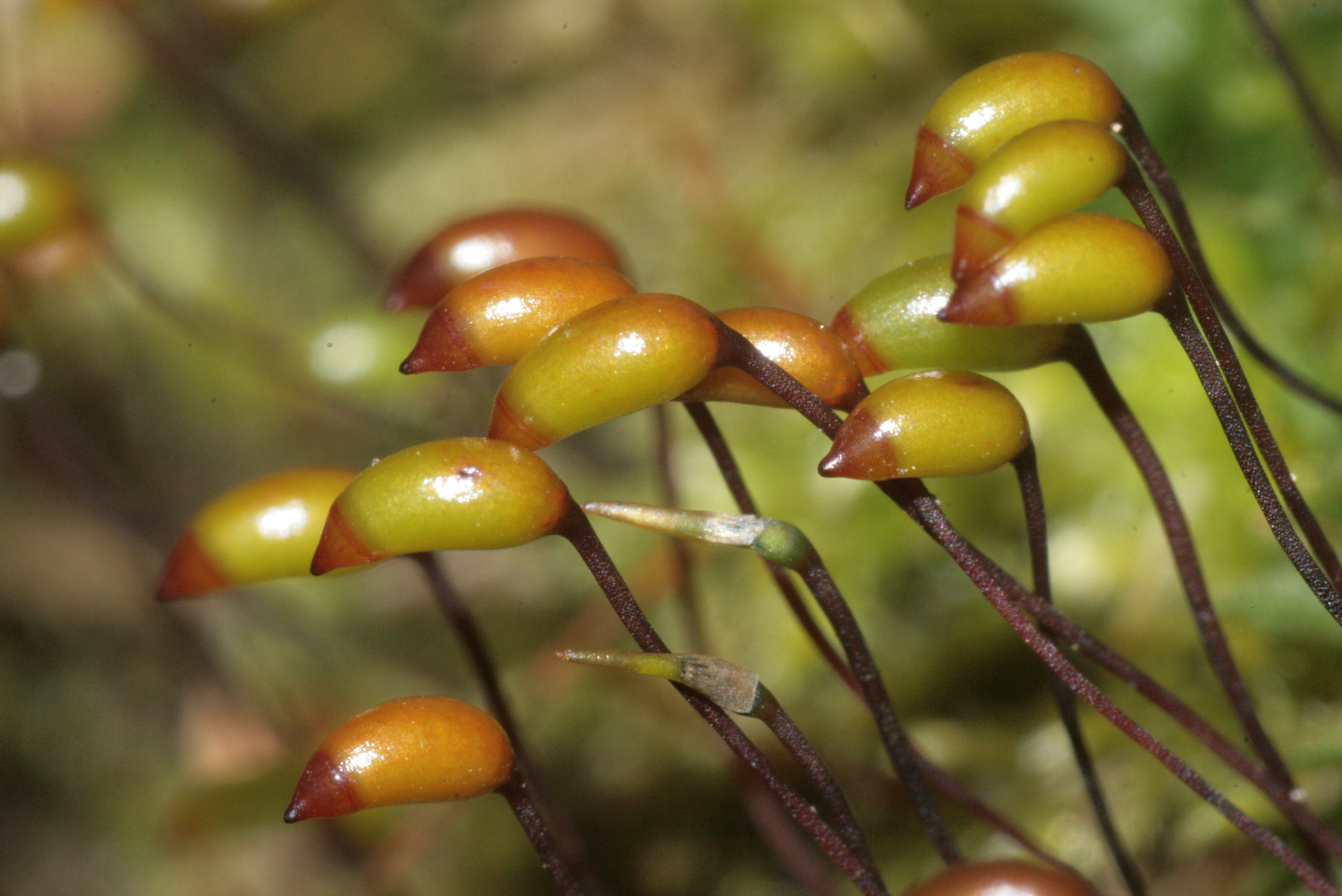
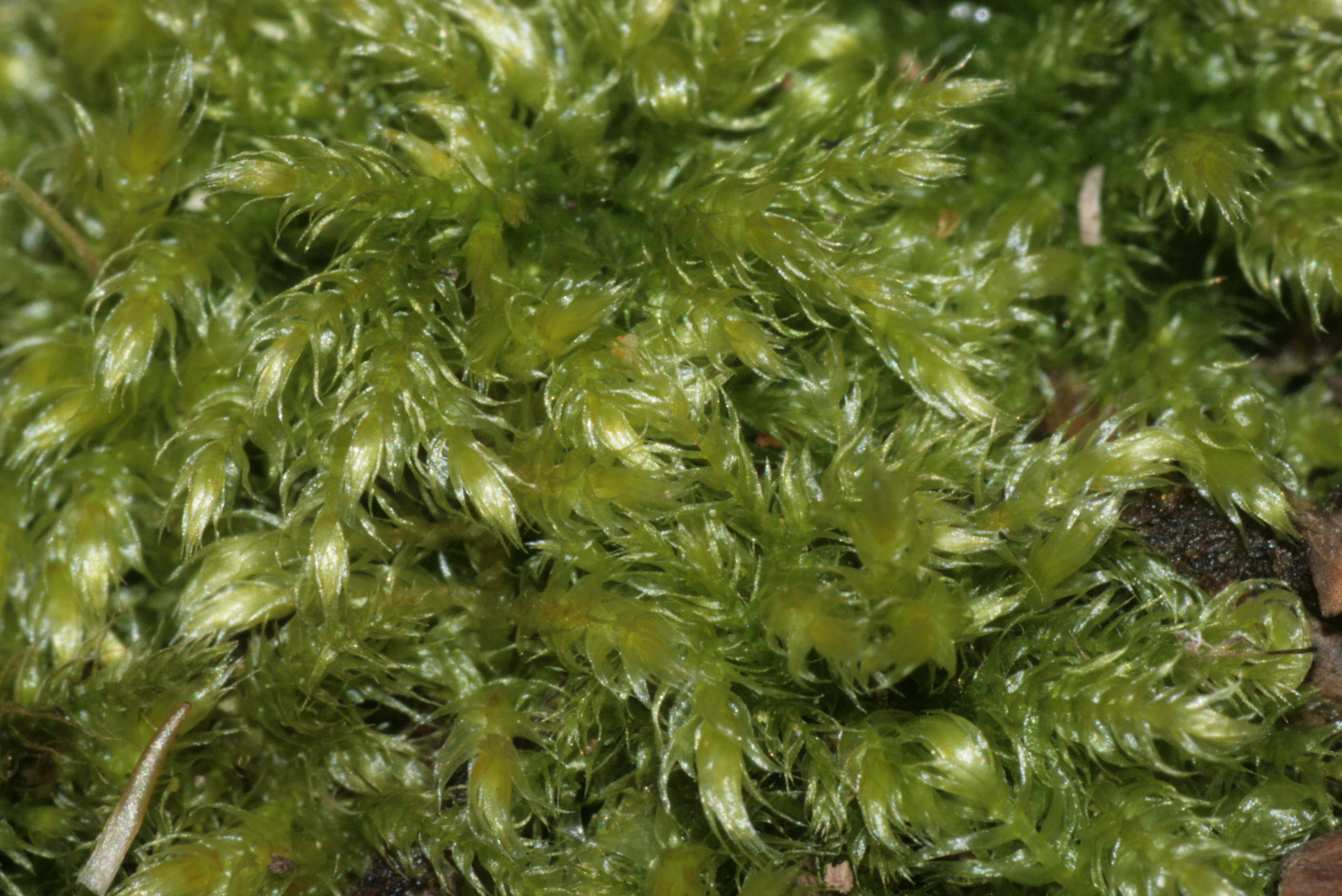